# Boiro
Boiro là một đô thị nhỏ ở tỉnh A Coruña, Tây Ban Nha, thuộc cộng đồng tự trị Galicia.
Boiro nổi tiếng nhờ sự kiện Ramón Sampedro, một bệnh nhân mắc bệnh tứ chi bất toại (tiếng Anh: quadriplegia) đã nhận được cái chết không đau đớn (Euthanasia). Nhờ đó, thị xã đã có mặt trong bộ phim được Giải Oscar năm 2004 mang tên Mar Adentro.

## Lịch sử biến động dân số
| Biến động dân số đô thị Boiro giữa giai đoạn 1991 và 2005 | Biến động dân số đô thị Boiro giữa giai đoạn 1991 và 2005 | Biến động dân số đô thị Boiro giữa giai đoạn 1991 và 2005 | Biến động dân số đô thị Boiro giữa giai đoạn 1991 và 2005 | Biến động dân số đô thị Boiro giữa giai đoạn 1991 và 2005 |
| --------------------------------------------------------- | --------------------------------------------------------- | --------------------------------------------------------- | --------------------------------------------------------- | --------------------------------------------------------- |
| 2005                                                      | 2004                                                      | 2001                                                      | 1996                                                      | 1991                                                      |
| 18469                                                     | 18302                                                     | 17748                                                     | 17932                                                     | 17665                                                     |